# Buenos Aires ePrix 2016
Der Buenos Aires ePrix 2016 (offiziell: 2016 FIA Formula E Buenos Aires ePrix) fand am 6. Februar auf der Formel-E-Rennstrecke Buenos Aires in Buenos Aires statt und war das vierte Rennen der FIA-Formel-E-Meisterschaft 2015/16. Es handelte sich um den zweiten Buenos Aires ePrix.

## Bericht

### Hintergrund
Nach dem Punta del Este ePrix führte Sébastien Buemi in der Fahrerwertung mit einem Punkt vor Lucas di Grassi und mit 34 Punkten vor Jérôme D’Ambrosio. In der Teamwertung hatte Renault e.dams zwei Punkte Vorsprung auf ABT Schaeffler Audi Sport und 21 Punkte Vorsprung auf Dragon Racing.
Die Streckenlänge erhöhte sich um 72 Meter auf 2,479 km. Die Rundenanzahl blieb bei 35 Runden, womit sich die Renndistanz von 83,680 km auf 86,200 km erhöhte.
Nachdem er das Rennen in Punta del Este wegen einer Verletzung hatte auslassen müssen, kehrte Nick Heidfeld ins Cockpit des Mahindra-Teams zurück. Jacques Villeneuve und Venturi gaben vor dem Rennen die Trennung bekannt. Für Villeneuve ging Mike Conway an den Start. Einen weiteren Fahrerwechsel gab es beim Team Aguri, Nathanaël Berthon wurde durch Salvador Durán ersetzt, der zu Saisonbeginn Fahrer des mittlerweile aus der Rennserie ausgeschiedenen Trulli-Teams war.
Mit António Félix da Costa trat ein ehemaliger Sieger zu dem Rennen an.
Sam Bird, di Grassi und Jean-Éric Vergne erhielten einen sogenannten FanBoost, sie durften die Leistung ihres zweiten Fahrzeugs einmal auf bis zu 200 kW erhöhen und so bis zu 100 Kilojoule Energie zusätzlich verwenden. Für Bird war es der dritte FanBoost im vierten Saisonrennen, für di Grassi der erste seit dem Moskau ePrix 2015 und für Vergne der zweite in Folge.

### Training
Bird fuhr im ersten freien Training in 1:09,913 Minuten die Bestzeit vor Daniel Abt und Nelson Piquet jr. Vergne musste das Training wegen einer Lebensmittelvergiftung auslassen, das Virgin-Team gab bekannt, dass er auch das Rennen auslassen müsse.
Im zweiten freien Training war Buemi mit einer Rundenzeit von 1.08,771 Minuten Schnellster vor di Grassi und Nicolas Prost.

### Qualifying
Das Qualifying begann um 12:00 Uhr und fand in zwei Gruppen zu je vier Fahrern und zwei Gruppen zu jeweils fünf Fahrern statt, jede Gruppe hatte 6 Minuten Zeit, eine schnelle Runde zu setzen. Stéphane Sarrazin fuhr in 1:09,236 Minuten die Bestzeit. Nachdem in den freien Training kein Ersatzfahrer für das Virgin-Team gestartet war, nahm Vergne am Qualifying entgegen vorheriger Äußerungen teil und qualifizierte sich somit für das Rennen. Buemi, Durán und Bruno Senna begingen auf ihren schnellen Runden Fahrfehler, so dass sie vom Ende des Starterfeldes ins Rennen gehen müssen.
Die fünf schnellsten Fahrer fuhren anschließend im Superpole genannten Einzelzeitfahren die ersten fünf Positionen aus. Bird sicherte sich mit einer Rundenzeit von 1:09,420 Minuten die Pole-Position und damit drei Punkte. Die weiteren Positionen belegten Prost, Félix da Costa, Sarrazin und Conway.

### Rennen
Das Rennen ging über 35 Runden.
Beim Start blieben die Positionen an der Spitze unverändert. Abt verlor in der ersten Runde zwei Positionen an die NEXTEV-Piloten, Robin Frijns ging an Conway vorbei. Am Ende der ersten Runde führte Bird vor Prost, Félix da Costa, Sarrazin, Frijns, Conway, di Grassi, Piquet, Oliver Turvey und Abt. Buemi hatte sich von Platz 18 bereits auf Rang 15 vorgearbeitet und ging auf der Start-Ziel-Geraden an Simona de Silvestro vorbei.
In der ersten Runde kam es zu einer Kollision zwischen D’Ambrosio, Durán und Senna. Da die Innenflanke des Reifens an der Karosserie schliff, musste D’Ambrosio am Ende der zweiten Runde zum Reifenwechsel an die Box fahren. Beim Boxenstopp verkantete sich der Schlagschrauber auf der Radmutter, weshalb der Mechaniker diesen nicht lösen konnte, bevor D’Ambrosio losfuhr. Die Mechaniker wiesen ihn auf dieses Problem hin, woraufhin er nach wenigen Metern anhielt und der Schlagschrauber mit Gewalt gelöst werden konnte. Er fiel durch diesen Boxenstopp auf den letzten Platz zurück.
Di Grassi überholte Conway und übernahm damit den sechsten Platz, unmittelbar dahinter überholte Turvey Piquet. Auch Loïc Duval überholte Abt und war neuer Zehnter, dahinter ging Vergne an Heidfeld vorbei. In der dritten Runde ging Buemi auf der Geraden problemlos an Heidfeld vorbei und lag damit auf Platz 13, Duval überholte Piquet. Eine Runde später musste Piquet auch Abt, Vergne, Buemi und Bruno Senna passieren lassen. Auch Heidfeld fiel weiter zurück.
Di Grassi überholte Frijns und war somit Fünfter. Vergne und Buemi gingen an Abt vorbei, Duval überholte Turvey. Am Ende der sechsten Runde führte Bird vor Prost, Félix da Costa, Sarrazin, di Grassi, Frijns, Conway, Duval, Turvey und Vergne.
In der achten Runde übernahm di Grassi den vierten Platz von Sarrazin. Buemi gelang es, auch an Vergne, Turvey und Duval vorbeizugehen, so dass er in der zwölften Runde bereits auf dem achten Platz lag. Die Spitzengruppe rückte zu diesem Zeitpunkt enger zusammen, di Grassi auf dem vierten Platz lag nur rund 1,5 Sekunden hinter dem Führenden. In Runde 13 überholte Félix da Costa Prost und übernahm den zweiten Platz.
Buemi überholte unmittelbar nacheinander Conway und Frijns und lag somit auf Rang sechs, sein Rückstand auf Bird betrug rund zwölf Sekunden.
Durán fuhr am Ende der 15. Runde an die Box und gab das Rennen auf. Am Ende der 17. Runde kamen mit Conway, Senna und de Silvestro die ersten Fahrer zum Fahrzeugwechsel an die Box, die Mindestzeit für den Wechsel betrug 57 Sekunden.
Da Costa blieb in der 18. Runde mit einem technischen Defekt auf der Strecke stehen. Er versuchte mehrfach vergeblich, das Fahrzeug neu zu starten und stieg dann aus. Am Ende der Runde fuhren alle übrigen Fahrer bis auf Piquet in die Boxengasse. Prost hatte die verfügbare Energie nahezu komplett aufgebraucht, so dass er sehr langsam durch die Boxengasse rollte und di Grassi und kurz darauf auch seinen Teamkollegen Buemi aufhielt.
Prost verbremste sich nach seinem Boxenstopp und drehte sich, konnte das Rennen aber wieder aufnehmen. Nach dem Fahrzeugwechsel führte Bird vor di Grassi, Sarrazin, Buemi, Conway, Frijns, Prost, Duval, Senna und Heidfeld.
Buemi griff Sarrazin an und fuhr bereits neben ihm, als die Rennleitung entschied, zur Bergung des Fahrzeugs von Félix da Costa das Safety Car auf die Strecke zu schicken. Somit konnten Sarrazin und Buemi den Rückstand auf Bird, der mehr als zehn Sekunden betrug, aufholen.
Sarrazin ging zunächst fälschlicherweise von einer Full Course Yellow aus und fuhr mit einer Geschwindigkeit von nur 50 km/h, weshalb sich Buemi per Funk bei seiner Boxencrew massiv beschwerte.
Am Ende der 22. Runde wurde das Rennen wieder freigegeben, Buemi ging sofort an Sarrazin vorbei und lag nun auf dem dritten Platz, Prost überholte Frijns. Conway drehte sich in der 25. Runde und fiel von Platz neun auf Platz 15 zurück.
Buemi verkürzte den Rückstand auf Bird und di Grassi. In der 28. Runde überholte er di Grassi, der daraufhin per Funk beklagte, dass sein FanBoost nicht funktioniert habe. Buemi verkürzte den Rückstand auf Bird und setzte ihn unter Druck.
Heidfeld ging an Senna vorbei und übernahm den achten Platz. Bird gelang es, alle Angriffe von Buemi abzuwehren, Frijns fiel in der letzten Runde noch hinter Duval und Heifeld zurück. Bird gewann das Rennen vor Buemi und di Grassi. Es war der erste Saisonsieg für Bird, Buemi erreichte den dritten und di Grassi den vierten Podiumsplatz in dieser Saison. Die restlichen Punkteplatzierungen belegten Sarrazin, Prost, Duval, Heidfeld, Frijns, Turvey und Senna. Die zwei Punkte für die schnellste Rennrunde gingen an D’Ambrosio, der überrundet und als 16. ins Ziel kam.
In der Gesamtwertung baute Buemi seine Führung auf di Grassi aus, Bird war nun neuer Dritter. In der Teamwertung blieben die ersten drei Positionen unverändert.

## Meldeliste
Alle Teams und Fahrer verwendeten Reifen von Michelin.
| Team                            | Fahrzeug                | Nr. | Fahrer                 |
| ------------------------------- | ----------------------- | --- | ---------------------- |
| Renault e.dams                  | RENAULT Z.E.15          | 08  | Nicolas Prost          |
| Renault e.dams                  | RENAULT Z.E.15          | 09  | Sébastien Buemi        |
| Dragon Racing                   | Venturi VM200-FE-01     | 06  | Loïc Duval             |
| Dragon Racing                   | Venturi VM200-FE-01     | 07  | Jérôme D’Ambrosio      |
| ABT Schaeffler Audi Sport       | ABT Schaeffler FE01     | 11  | Lucas di Grassi        |
| ABT Schaeffler Audi Sport       | ABT Schaeffler FE01     | 66  | Daniel Abt             |
| NEXTEV TCR Formula E Team       | NEXTEV TCR FormulaE 001 | 01  | Nelson Piquet jr.      |
| NEXTEV TCR Formula E Team       | NEXTEV TCR FormulaE 001 | 88  | Oliver Turvey          |
| DS Virgin Racing Formula E Team | VIRGIN DSV-01           | 02  | Sam Bird               |
| DS Virgin Racing Formula E Team | VIRGIN DSV-01           | 25  | Jean-Éric Vergne       |
| Amlin Andretti Formula E Team   | Spark-Renault SRT_01E   | 27  | Robin Frijns           |
| Amlin Andretti Formula E Team   | Spark-Renault SRT_01E   | 28  | Simona de Silvestro    |
| Team Aguri                      | Spark-Renault SRT_01E   | 55  | António Félix da Costa |
| Team Aguri                      | Spark-Renault SRT_01E   | 77  | Salvador Durán         |
| Mahindra Racing Formula E Team  | Mahindra M2ELECTRO      | 21  | Bruno Senna            |
| Mahindra Racing Formula E Team  | Mahindra M2ELECTRO      | 23  | Nick Heidfeld          |
| Venturi Formula E Team          | Venturi VM200-FE-01     | 04  | Stéphane Sarrazin      |
| Venturi Formula E Team          | Venturi VM200-FE-01     | 12  | Mike Conway            |

## Klassifikationen

### Qualifying
| Pos.                                                                   | Fahrer                 | Team                            | Zeit     | Superpole | Start |
| ---------------------------------------------------------------------- | ---------------------- | ------------------------------- | -------- | --------- | ----- |
| 01                                                                     | Sam Bird               | DS Virgin Racing Formula E Team | 1:09,474 | 1:09,420  | 01    |
| 02                                                                     | Nicolas Prost          | Renault e.dams                  | 1:09,473 | 1:09,751  | 02    |
| 03                                                                     | António Félix da Costa | Team Aguri                      | 1:09,381 | 1:09,761  | 03    |
| 04                                                                     | Stéphane Sarrazin      | Venturi Formula E Team          | 1:09,236 | 1:10,298  | 04    |
| 05                                                                     | Mike Conway            | Venturi Formula E Team          | 1:09,602 | 1:12,391  | 05    |
| 06                                                                     | Robin Frijns           | Amlin Andretti Formula E Team   | 1:09,616 | –         | 06    |
| 07                                                                     | Lucas di Grassi        | ABT Schaeffler Audi Sport       | 1:09,677 | –         | 07    |
| 08                                                                     | Daniel Abt             | ABT Schaeffler Audi Sport       | 1:09,814 | –         | 08    |
| 09                                                                     | Nelson Piquet jr.      | NEXTEV TCR Formula E Team       | 1:09,931 | –         | 09    |
| 10                                                                     | Jérôme D’Ambrosio      | Dragon Racing Formula E Team    | 1:10,067 | –         | 10    |
| 11                                                                     | Oliver Turvey          | NEXTEV TCR Formula E Team       | 1:10,126 | –         | 11    |
| 12                                                                     | Loïc Duval             | Dragon Racing Formula E Team    | 1:10,130 | –         | 12    |
| 13                                                                     | Nick Heidfeld          | Mahindra Racing Formula E Team  | 1:10,321 | –         | 13    |
| 14                                                                     | Simona de Silvestro    | Amlin Andretti Formula E Team   | 1:10,446 | –         | 14    |
| 15                                                                     | Jean-Éric Vergne       | DS Virgin Racing Formula E Team | 1:10,581 | –         | 15    |
| 16                                                                     | Bruno Senna            | Mahindra Racing Formula E Team  | 1:11,306 | –         | 16    |
| 17                                                                     | Salvador Durán         | Team Aguri                      | 1:13,256 | –         | 17    |
| 110-Prozent-Zeit: 1:16,160 min (bezogen auf Bestzeit von 1:09,236 min) |                        |                                 |          |           |       |
| 18                                                                     | Sébastien Buemi        | Renault e.dams                  | 1:19,421 | –         | 18    |

### Rennen
| Pos. | Fahrer                 | Team                            | Runden | Zeit      | Start | Schnellste Runde |
| ---- | ---------------------- | ------------------------------- | ------ | --------- | ----- | ---------------- |
| 01   | Sam Bird               | DS Virgin Racing Formula E Team | 35     | 45:59,697 | 01    | 1:11,368         |
| 02   | Sébastien Buemi        | Renault e.dams                  | 35     | + 0,716   | 18    | 1:11,288         |
| 03   | Lucas di Grassi        | ABT Schaeffler Audi Sport       | 35     | + 7,525   | 07    | 1:11,264         |
| 04   | Stéphane Sarrazin      | Venturi Formula E Team          | 35     | + 9,415   | 04    | 1:11,610         |
| 05   | Nicolas Prost          | Renault e.dams                  | 35     | + 11,316  | 02    | 1:11,495         |
| 06   | Loïc Duval             | Dragon Racing Formula E Team    | 35     | + 15,660  | 12    | 1:11,532         |
| 07   | Nick Heidfeld          | Mahindra Racing Formula E Team  | 35     | + 16,444  | 13    | 1:11,560         |
| 08   | Robin Frijns           | Amlin Andretti Formula E Team   | 35     | + 18,685  | 06    | 1:11,563         |
| 09   | Oliver Turvey          | NEXTEV TCR Formula E Team       | 35     | + 22,007  | 11    | 1:11,746         |
| 10   | Bruno Senna            | Mahindra Racing Formula E Team  | 35     | + 22,456  | 16    | 1:11,715         |
| 11   | Jean-Éric Vergne       | DS Virgin Racing Formula E Team | 35     | + 24,482  | 15    | 1:11,779         |
| 12   | Nelson Piquet jr.      | NEXTEV TCR Formula E Team       | 35     | + 24,641  | 09    | 1:11,650         |
| 13   | Daniel Abt             | ABT Schaeffler Audi Sport       | 35     | + 27,998  | 07    | 1:11,722         |
| 14   | Simona de Silvestro    | Amlin Andretti Formula E Team   | 35     | + 36,171  | 14    | 1:12,875         |
| 15   | Mike Conway            | Venturi Formula E Team          | 35     | + 39,581  | 05    | 1:12,216         |
| —    | Jérôme D’Ambrosio      | Dragon Racing Formula E Team    | 34     | + 1 Runde | 10    | 1:10,285         |
| —    | António Félix da Costa | Team Aguri                      | 17     | DNF       | 03    | 1:19,623         |
| —    | Salvador Durán         | Team Aguri                      | 14     | DNF       | 17    | 1:12,852         |

## Meisterschaftsstände nach dem Rennen
Die ersten zehn des Rennens bekamen 25, 18, 15, 12, 10, 8, 6, 4, 2 bzw. 1 Punkt(e). Zusätzlich gab es drei Punkte für die Pole-Position und zwei Punkte für die schnellste Rennrunde.

### Fahrerwertung
| Pos. | Fahrer                 | Team                            | Punkte |
| ---- | ---------------------- | ------------------------------- | ------ |
| 01   | Sébastien Buemi        | Renault e.dams                  | 80     |
| 02   | Lucas di Grassi        | ABT Schaeffler Audi Sport       | 76     |
| 03   | Sam Bird               | DS Virgin Racing Formula E Team | 52     |
| 04   | Loïc Duval             | Dragon Racing Formula E Team    | 32     |
| 05   | Jérôme D’Ambrosio      | Dragon Racing Formula E Team    | 30     |
| 06   | Stéphane Sarrazin      | Venturi Formula E Team          | 28     |
| 07   | Nick Heidfeld          | Mahindra Racing Formula E Team  | 23     |
| 08   | Robin Frijns           | Amlin Andretti Formula E Team   | 21     |
| 09   | Nicolas Prost          | Renault e.dams                  | 21     |
| 10   | António Félix da Costa | Team Aguri                      | 16     |
| 11   | Bruno Senna            | Mahindra Racing Formula E Team  | 11     |
| 12   | Oliver Turvey          | NEXTEV TCR Formula E Team       | 10     |

| Pos. | Fahrer              | Team                             | Punkte |
| ---- | ------------------- | -------------------------------- | ------ |
| 13   | Daniel Abt          | ABT Schaeffler Audi Sport        | 10     |
| 14   | Jean-Éric Vergne    | DS Virgin Racing Formula E Team  | 6      |
| 15   | Nelson Piquet jr.   | NEXTEV TCR Formula E Team        | 4      |
| 16   | Nathanaël Berthon   | Team Aguri                       | 4      |
| 17   | Simona de Silvestro | Amlin Andretti Formula E Team    | 0      |
| 18   | Jacques Villeneuve  | Venturi Formula E Team           | 0      |
| 19   | Oliver Rowland      | Mahindra Racing Formula E Team   | 0      |
| 20   | Mike Conway         | Venturi Formula E Team           | 0      |
| —    | Salvador Durán      | Trulli Formula E Team Team Aguri | 0      |
| —    | Vitantonio Liuzzi   | Trulli Formula E Team            | 0      |
| —    | Jarno Trulli        | Trulli Formula E Team            | 0      |

### Teamwertung
| Pos. | Team                            | Punkte |
| ---- | ------------------------------- | ------ |
| 01   | Renault e.dams                  | 101    |
| 02   | ABT Schaeffler Audi Sport       | 86     |
| 03   | Dragon Racing Formula E Team    | 62     |
| 04   | DS Virgin Racing Formula E Team | 58     |
| 05   | Mahindra Racing Formula E Team  | 34     |

| Pos. | Team                          | Punkte |
| ---- | ----------------------------- | ------ |
| 06   | Venturi Formula E Team        | 28     |
| 07   | Amlin Andretti Formula E Team | 21     |
| 08   | Team Aguri                    | 20     |
| 09   | NEXTEV TCR Formula E Team     | 14     |
| 10   | Trulli Formula E Team         | 0      |